# Anatinellidae
Anatinellidae — семейство морских двустворчатых моллюсков из отряда Veneroida. Известны в ископаемом виде.
Раковина продолговатая, довольно открытая сзади, равностворчатая, равносторонняя; макушка центральная, белая; покрыта тонким гладким периостракумом. Лигамент тонкий. Замок внутренний, в продолговатой узкой ямке, выступающей в полость раковины, почти под прямым углом к кардинальному краю. Кардинальных зубов на правой створке два, расходящихся, слегка приподнятых; на левой створке один, треугольный, скорее раздвоенный; боковых зубов нет. Мантийного синуса нет; передняя мантийная линия удлиненная, тонкая, задняя продолговатая, треугольная. Anatinellade похожи на округлую Lutraria без каких-либо боковых зубов, но зубы замка менее развиты, и нет ни боковых зубов, ни мантийного синуса, а внутренняя поверхность створок непрозрачно-белая.

## Подсемейства и роды
- Anatinellinae J. E. Gray, 1853
  - Anatinella G. B. Sowerby I, 1833
- Kymatoxinae Stenzel & E. K. Krause, 1957
  - Anatina Schumacher, 1817
  - Pteropsella H. E. Vokes, 1956 †
  - Raeta J. E. Gray, 1853